# Moselle Open 2022 - Qualificazioni singolare
Le qualificazioni del singolare del Moselle Open 2022 sono state un torneo di tennis preliminare per accedere alla fase finale della manifestazione. I vincitori dell'ultimo turno sono entrati di diritto nel tabellone principale. In caso di ritiro di uno o più giocatori aventi diritto a questi sono subentrati i lucky loser, ossia i giocatori che hanno perso nell'ultimo turno ma che avevano una classifica più alta rispetto agli altri partecipanti che avevano comunque perso nel turno finale.

## Teste di serie
1. Laslo Đere (primo turno)
2. Quentin Halys (ultimo turno)
3. Márton Fucsovics (ultimo turno)
4. Zizou Bergs (qualificato)

1. Jurij Rodionov (primo turno)
2. Luca Nardi (primo turno)
3. Geoffrey Blancaneaux (primo turno)
4. Gijs Brouwer (ultimo turno)

## Qualificati
1. Stan Wawrinka
2. Evan Furness

1. Grégoire Barrère
2. Zizou Bergs

## Tabellone

### Sezione 1
|  | Primo turno | Primo turno   | Primo turno   | Primo turno | Primo turno |  |  | Ultimo turno | Ultimo turno  | Ultimo turno | Ultimo turno | Ultimo turno |  |
|  |             |               |               |             |             |  |  |              |               |              |              |              |  |
|  | 1           | Laslo Đere    | Laslo Đere    | 4           | 3           |  |  |              |               |              |              |              |  |
|  | WC          | Stan Wawrinka | Stan Wawrinka | 6           | 6           |  |  | WC           | Stan Wawrinka | 64           | 6            | 6            |  |
|  |             | Zsombor Piros | 4             | 7           | 6           |  |  |              | Zsombor Piros | 7            | 2            | 0            |  |
|  | 6           | Luca Nardi    | 6             | 5           | 2           |  |  |              |               |              |              |              |  |

### Sezione 2
|  | Primo turno | Primo turno          | Primo turno       | Primo turno | Primo turno |  |  | Ultimo turno | Ultimo turno  | Ultimo turno  | Ultimo turno | Ultimo turno |  |
|  |             |                      |                   |             |             |  |  |              |               |               |              |              |  |
|  | 2           | Quentin Halys        | Quentin Halys     | 7           | 7           |  |  |              |               |               |              |              |  |
|  |             | Antoine Escoffier    | Antoine Escoffier | 65          | 63          |  |  | 2            | Quentin Halys | Quentin Halys | 3            | 4            |  |
|  | Alt         | Evan Furness         | 64                | 7           | 6           |  |  | Alt          | Evan Furness  | Evan Furness  | 6            | 6            |  |
|  | 7           | Geoffrey Blancaneaux | 7                 | 5           | 2           |  |  |              |               |               |              |              |  |

### Sezione 3
|  | Primo turno | Primo turno      | Primo turno      | Primo turno | Primo turno |  |  | Ultimo turno | Ultimo turno     | Ultimo turno     | Ultimo turno | Ultimo turno |  |
|  |             |                  |                  |             |             |  |  |              |                  |                  |              |              |  |
|  | 3           | Márton Fucsovics | Márton Fucsovics | 6           | 6           |  |  |              |                  |                  |              |              |  |
|  | WC          | Harold Mayot     | Harold Mayot     | 4           | 4           |  |  | 3            | Márton Fucsovics | Márton Fucsovics | 5            | 1            |  |
|  |             | Grégoire Barrère | 6                | 64          | 6           |  |  |              | Grégoire Barrère | Grégoire Barrère | 7            | 6            |  |
|  | 5           | Jurij Rodionov   | 4                | 7           | 2           |  |  |              |                  |                  |              |              |  |

### Sezione 4
|  | Primo turno | Primo turno     | Primo turno     | Primo turno | Primo turno |  |  | Ultimo turno | Ultimo turno | Ultimo turno | Ultimo turno | Ultimo turno |  |
|  |             |                 |                 |             |             |  |  |              |              |              |              |              |  |
|  | 4           | Zizou Bergs     | Zizou Bergs     | 7           | 6           |  |  |              |              |              |              |              |  |
|  |             | Daniel Masur    | Daniel Masur    | 63          | 0           |  |  | 4            | Zizou Bergs  | 6            | 3            | 6            |  |
|  |             | Peter Gojowczyk | Peter Gojowczyk | 3           | 4           |  |  | 8            | Gijs Brouwer | 3            | 6            | 3            |  |
|  | 8           | Gijs Brouwer    | Gijs Brouwer    | 6           | 6           |  |  |              |              |              |              |              |  |